# Aligot de Ridgway
L'aligot de Ridgway (Buteo ridgwayi) és una espècie d'ocell de la família dels accipítrids (Accipitridae). Habita boscos poc densos de la Hispaniola i petites illes properes. El seu estat de conservació es considera en perill crític d'extinció.